# René Jacques Morisset
Pour les articles homonymes, voir Morisset.
René Jacques Morisset est un homme politique français né le 21 février 1765 à Niort et ùprt le 8 janvier 1841 à Paris.

## Biographie
Avocat en 1786, il est lieutenant criminel à Niort en 1788. Partisan de la Révolution, il est administrateur du district en 1790, maire de Niort en 1791 et administrateur du département en 1792. Il est conseiller général en 1800 et créé baron d'Empire. Il est député des Deux-Sèvres de 1813 à 1815, siégeant au centre. Il se rallie aux Bourbons en 1814. Il est de nouveau député de 1816 à 1822, siégeant toujours au centre.

## Sources
- « René Jacques Morisset », dans Adolphe Robert et Gaston Cougny, Dictionnaire des parlementaires français, Edgar Bourloton, 1889-1891 [détail de l’édition] [texte sur Sycomore]